# Медаль «За участие в военном параде в День Победы»
Меда́ль «За уча́стие в вое́нном пара́де в День Побе́ды» — ведомственная медаль Министерства обороны Российской Федерации. Учреждена Приказом Министра обороны Российской Федерации от 26 февраля 2010 года № 130 для награждения военнослужащих и гражданских лиц за активное участие в подготовке и отличие при проведении военных парадов, посвящённых Дню Победы в Великой Отечественной войне 1941—1945 годов.

## Положение о медали
1. Медаль является ведомственным знаком отличия.
2. Медалью награждаются военнослужащие и лица гражданского персонала Вооруженных Сил Российской Федерации, военнослужащие других войск, воинских формирований и органов, а также военнослужащие других государств:
за активное участие в подготовке личного состава, вооружения и военной техники к проведению военного парада в День Победы в г. Москве, городах-героях, а также в городах, где дислоцированы штабы военных округов, флотов, общевойсковых армий и Каспийской флотилии;
за отличие, проявленное при проведении военного парада в г. Москве, городах-героях, а также в городах, где дислоцированы штабы военных округов, флотов общевойсковых армий и Каспийской флотилии.
3. Награждение медалью производится приказом Министра обороны Российской Федерации в порядке, установленном в Министерстве обороны Российской Федерации.
4. Медаль вручается награждённому в торжественной обстановке Министром обороны Российской Федерации или другими должностными лицами по его поручению. Вместе с медалью вручается удостоверение установленной формы (прилагается).
5. Медаль (лента медали) носится военнослужащими на военной форме одежды в соответствии с Правилами ношения военной формы одежды военнослужащими Вооруженных Сил Российской Федерации.

## Описание
Медаль изготавливается из металла золотистого цвета и имеет форму круга диаметром 32 мм с выпуклым бортиком с обеих сторон.
На лицевой стороне медали — рельефное изображение шеренги воинов, бросающих фашистские знамёна и штандарты на фоне храма Василия Блаженного и кремлёвской стены со Спасской башней, обрамлённое лавровым венком. В нижней части венка на ленте — рельефная надпись: «ЗА УЧАСТИЕ В ПАРАДЕ».
На оборотной стороне медали: в центре — рельефное одноцветное изображение эмблемы Вооружённых Сил Российской Федерации (золотой двуглавый орёл с распростёртыми крыльями, держащий в правой лапе меч, а в левой — лавровый венок. На груди орла расположен щит, увенчанный короной. На щите на красном поле — всадник, поражающий копьём дракона); по кругу — рельефная надпись: в верхней части — «МИНИСТЕРСТВО ОБОРОНЫ», в нижней части — «РОССИЙСКОЙ ФЕДЕРАЦИИ».
Элементы медали символизируют:
- шеренга воинов (участники Парада Победы 24 июня 1945 года на Красной площади) — победу советского народа в Великой Отечественной войне 1941—1945 годов;
- оранжевая полоса ленты медали, окаймлённая чёрной полосой, — принадлежность медали к системе знаков отличия Вооружённых Сил Российской Федерации;
- красная полоса ленты медали, разделённая посередине тремя жёлтыми полосами, — воинские подвиги и славу.

## Особые медали к юбилеям Победы
К парадам, посвящённым юбилеям Победы, начиная с 70-летнего юбилея, приказами министра обороны Российской Федерации учреждаются особые «юбилейные» медали с отличительными особенностями в оформлении медальона.
Общим отличием «юбилейных» медалей от обычных является наличие в верхней части её аверса изображения ордена Отечественной войны и отсутствие в нижней части аверса ленты с надписью «За участие в параде».
Впервые этот принцип был применён на учреждённой Приказом министра обороны Российской Федерации от 31 декабря 2014 года за № 995 медали «За участие в военном параде в ознаменование 70-летия Победы в Великой Отечественной войне 1941—1945 годов». При этом сюжетная линия на аверсе медальона (воины, бросающие фашистские знамёна) была сохранена, хотя рисунок был укрупнён и видоизменён.
К 75-летию Победы, Приказом министра обороны Российской Федерации от 17 октября 2019 года за № 590, была учреждена медаль уже с изменённой сюжетной линией на медальоне. На аверсе нанесена сцена торжественного парада. По Красной площади движется колонна танков. На переднем плане — танк Т-34/85, вошедший в историю как  «танк Победы». За ним следуют новейшие образцы современных танков — Т-90. Сверху колонну сопровождает топливозаправщик Ил-78 и фронтовой бомбардировщик Су-24. Позади колонны техники выгравировано здание Государственного исторического музея. Композицию обрамляет лавровый венок, в верхней части которого изображён орден Отечественной войны.
Реверсы «юбилейных» медалей выполняются в классическом для ведомственных наград Министерства обороны Российской Федерации стиле. На реверсе наносится изображение эмблемы Вооружённых сил Российской Федерации (двуглавый орел с мечом в правой лапе и лавровым венком в левой), под ним надпись «За участие в военном параде в ознаменование ___-летия Победы в Великой Отечественной войне 1941—1945 гг.». Рисунок обрамляет название ведомства: «МИНИСТЕРСТВО ОБОРОНЫ РОССИЙСКОЙ ФЕДЕРАЦИИ».

## Критика
Говорят, у некоторых военнослужащих, кто неоднократно участвовал в парадах, уже по две, а то и по три такие регалии (если не больше).
Учреждение медали и сложившаяся система награждения ею подвергаются критике.
Участников юбилейных парадов, проходивших на Красной площади в честь Победы в Великой Отечественной войне стали награждать при Л. И. Брежневе, с 1967 года, и раз в пять лет; при этом  были награждены только военнослужащие, непосредственно участвовавших в главном параде на Красной площади. При М. С. Горбачеве и Б. Н. Ельцине эта традиция была продолжена. 
Учреждённая же в 2010 году медаль — не знак отличия, а награда, награждения которой проводятся ежегодно. При этом ею награждаются все участники не только парада в Москве, но и различных мероприятий, приуроченных ко Дню Победы во всех регионах, и не только военнослужащие, но и кадеты и курсанты, причём не только военных вузов, но и вузов МВД, и даже курсанты военных кафедр гражданских вузов, а также юнармейцы.
Медалью в разное время награждались и чиновники, в частности, глава Северной Осетии В. З. Битаров, губернатор Самарской области Н. И. Меркушкин, заместитель мэра Воронежа Надежда Савицкая.
Отмечается, что медаль частично дублировала уже учреждённый постановлением правительства в 2007 году нагрудный знак «Участникам и гостям военного парада на Красной площади»

Бывший глава Минобороны Анатолий Сердюков скромную «преемственность поколений» вдруг нарушил: своим приказом учредил «безъюбилейную» ведомственную медаль «За участие в военном параде в День Победы»… Не пора ли уже Минобороны и ордена вводить — скажем, за участие в трех парадах III степени?.. ну и так далее.
— Независимая газета, 2017 год
Стоит отметить, что изначально — при первом награждении в 2010 году, эту медаль получили только военнослужащие юбилейного в тот год парада, в том числе участвовавшие в нём военные армий США, Великобритании, Франции, и награда была высоко оценена ими («для нас было исключительной честью получить медали» — британский майор Дай Бэвен).
Учреждение медали произошло во время бытности министром обороны Сердюковым, резко критикуемым в целом, но с 2012 года при Шойгу практика была продолжена, а в 2014 году дополнительно была учреждена разовая медаль для участников парада — медаль «За участие в военном параде в ознаменование 70-летия Победы в Великой Отечественной войне 1941—1945 гг.».

В перечне придуманных при Шойгу и экстренно изготовленных с его благословения наград многое выглядит, мягко говоря, странновато. Медаль — ведь это изначально все же знак отличия, верно? А не свидетельство простой причастности к чему-либо. Стало быть, она должна выдаваться не всем подряд, в нужное время оказавшимся в нужном месте, а только лишь лучшим. Если так, то как 26 февраля 2010 года появилась на свет, к примеру, медаль Минобороны «За участие в военном параде в День Победы»?— Свободная пресса, 2018 год
Награждение медалью носит массовый характер: только в 2017 году Минобороны закупило более 34 тыс. медалей «За участие в военном параде в День Победы» на сумму 9,3 млн рублей, а годом ранее — 20 тыс. медалей на сумму 5,2 млн. рублей, и при этом в том же году заказано 21 тыс. нагрудных знаков «Участникам и гостям военного парада».
Медаль преподносится как яркий пример при критике массового появления ведомственных наград, «выпускающихся по любому случаю и раздающихся буквально тысячами», которые выдаются без реальных заслуг и ведут «к значительному уничижению благородного смысла наград», девальвации наградной системы государства.

В результате рутинными стали фото людей с «иконостасами» регалий на пиджаках и кителях, где государственными и действительно ценными являются одна-две медали. Причём чемпионом по учреждению ведомственных наград является именно Министерство обороны. Так появились медали «За участие в военном параде в День Победы», «За заслуги в материально-техническом обеспечении» и даже «Участнику ликвидации последствий чрезвычайной ситуации на реке Бурея». Вряд ли стоит говорить, что фактически они больше походят на значки, чем на настоящие знаки отличия, заслуженные тяжёлым трудом и кровью.— Газета «Наша версия», 2019 год
Критика затрагивает и тот факт, что эта медаль, по-сути за разовое участие в мероприятии,  даёт право награждённым получить звание Ветеран труда.
Также обращено внимание на то, что на аверсе реальной медали, в отличие от утверждённого приказом его эскиза, отсутствует изображение Мавзолея Ленина.